# Burgstall (Saksonia-Anhalt)
Burgstall – miejscowość i gmina w Niemczech, w kraju związkowym Saksonia-Anhalt, w powiecie Börde, należąca do gminy związkowej Elbe-Heide.
Do 30 czerwca 2007 gmina należała do powiatu Ohre. 1 stycznia 2010 obszar gminy został powiększony o Cröchern, Dolle i Sandbeiendorf